# SZU Be 556.52
De Be 556 is een elektrisch treinstel met lagevloerdeel bestemd voor het regionaal personenvervoer van de Sihltal-Zürich-Uetliberg-Bahn (SZU).

## Geschiedenis
Het treinstel werd door Schweizerische Lokomotiv- und Maschinenfabrik (SLM) en Siemens ontwikkeld en gebouwd voor de Sihltal-Zürich-Uetliberg-Bahn (SZU).
Door de vervoersgroei werden in 2003 vier rijtuigen met een lagevloerdeel aan de treinen toegevoegd. Hierdoor kunnen een viertal driedelige treinen worden gevormd.
Op 29 september 2010 werd aangekondigd dat deze treinen in 2013 worden verlengd met nog eens twee rijtuigen met een lagevloerdeel tot twee treinen als vierdelige eenheden.

## Constructie en techniek
Het treinstel bestaat uit een motorwagen met twee stuurstanden. Naar behoefte kan de trein verlengd worden met een rijtuig tussen twee motorwagens. Deze treinstel kunnen tot vier stuks gecombineerd rijden.
Het tussenrijtuig is opgebouwd uit een aluminium frame en heeft een lagevloerdeel.

## Treindiensten
De treinen worden door de Sihltal-Zürich-Uetliberg-Bahn (SZU) ingezet op het traject:
- Zürich HB - Uetliberg